# 比利时航空部队
比利时航空部隊（荷蘭語：Luchtcomponent），是比利时国防军的空军，成立于1909年，是世界上第一批空军之一。2002年从比利时空軍改变为現在的比利时航空部隊（空中部队）。目前的空軍司令是蒂埃里·杜邦（Thierry Dupont）少将，于2020年9月17日任命。

## 歷史
比利时空軍的前身是于1909年在比利時地面部隊内所設立的一个部门（Compagnie des Ouvries et Aérostiers）。第一次世界大战時，装備法尔曼航空公司的飞机并组建了4個飛行隊。1915年扩编为6個飛行隊。
第二次世界大战開战時，组建3個飛行連隊作为陸軍航空隊。装備機種有CR42、颶風戰鬥機、格罗斯特角斗士、妖精福克斯和巴特尔轰炸机等机种。比利时全境遭德军占領後，航空队在英格兰重新组建，装备霍克台风和噴火戰鬥機并继续战斗。

### 冷战期
1946年10月15日，當局决定航空隊从陸軍独立出来成立空军，1949年1月15日正式成立。加盟北大西洋公约组织后一直保持着较高的战力。

### 冷战後
冷战終結後，比利时决定缩小军队编制并重新编成。1994年解散了第3战術飛行大隊，1996年关闭了两個聯隊和一所飛行学校。2002年，比利时政府决定使原先的所有军種重组成一統架構，比利时空軍成为比利时軍航空部隊（Belgium Air Component, COMOPSAIR）。比國空軍以装备有F-16的二個聯隊（第2战術聯隊和第10战術聯隊）为主力。F-16装备量原有160架，2009年削减为60架，而退役機材則轉售予約旦皇家空軍。除此之外，还有装备有Dassault / Dornier Alpha Jet的教練機部隊，装备有11架C-130的运输機部隊、另外还有装备两架A-310运输機以及Embraer 135/145的VIP运输部隊。
2004年派遣战斗機参加波罗的海空中警戒任务，2005年向派遣阿富汗部隊作为对駐阿富汗國際維和部隊的支援。2008年9月1日起派遣了4架F-16战斗機至坎大哈，2009年8月17日再次追加派遣2架。此次派遣预计直至2010年底。
由於僅存的F-16日漸老化，比利時空軍於2010年代尾決定採購新款戰機取代，最終於2018年決定採購34架F-35A。
因應俄羅斯入侵烏克蘭，上述F-16戰機退役後，將轉讓予烏克蘭空軍，預計2025年起開始移交。至2024年5月28日，比利時公佈將移交30架退役F-16戰機，並將提早至同年年尾交付。

## 組織
2007年時现役7,470人。
- 空軍司令部
  - 参謀部（COMOPSAIR）
- 第1聯隊（教育訓練；博沃尚）
- 第10战術聯隊
- 第2战術聯隊
- 第15空輸聯隊
- 第80無人機中隊
- 航空管制
- 航空安全理事会
- 通報統制
- 海洋直升机隊
- 氣象聯隊
- 軍犬隊

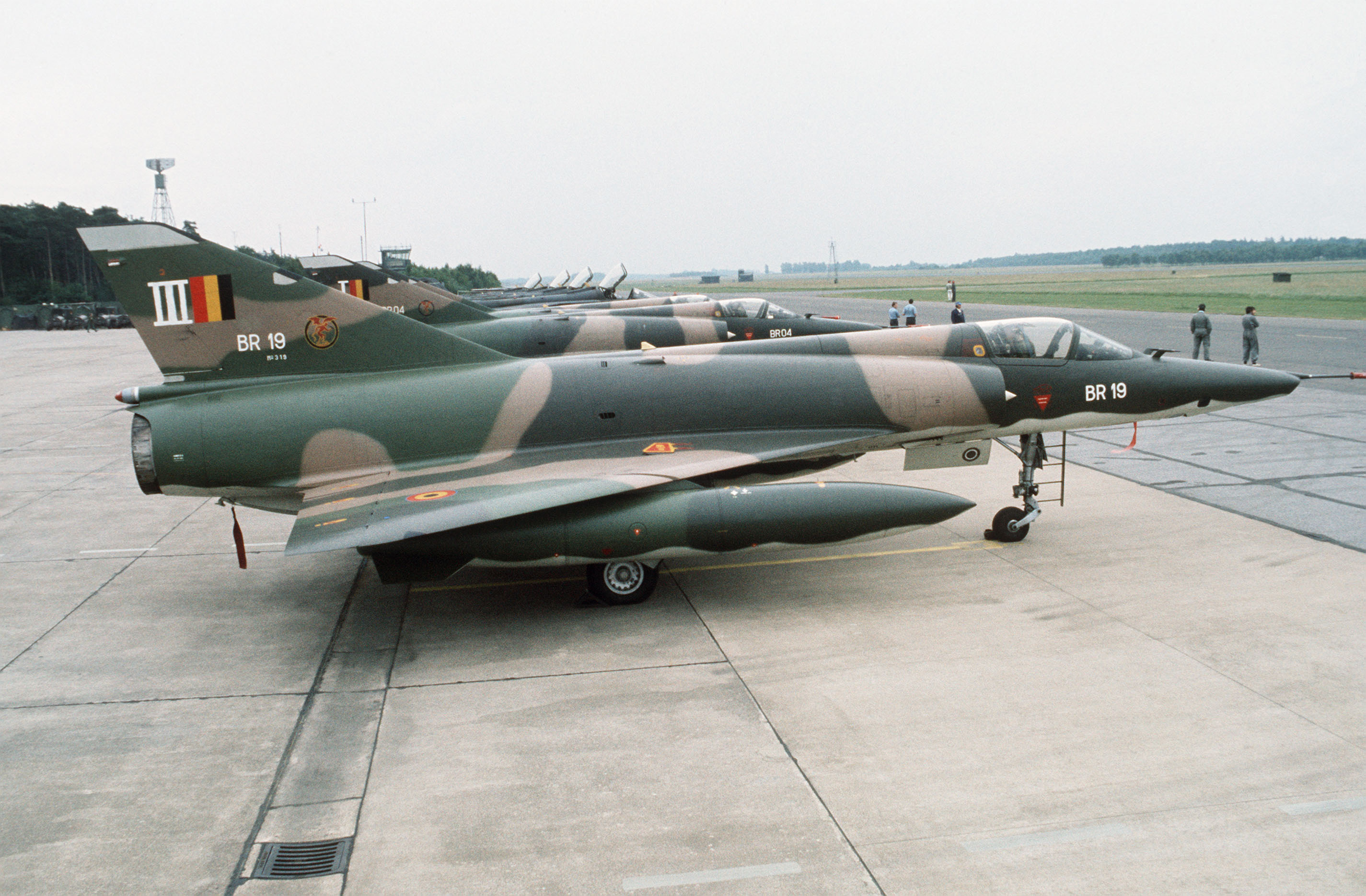
幻象5型戰機
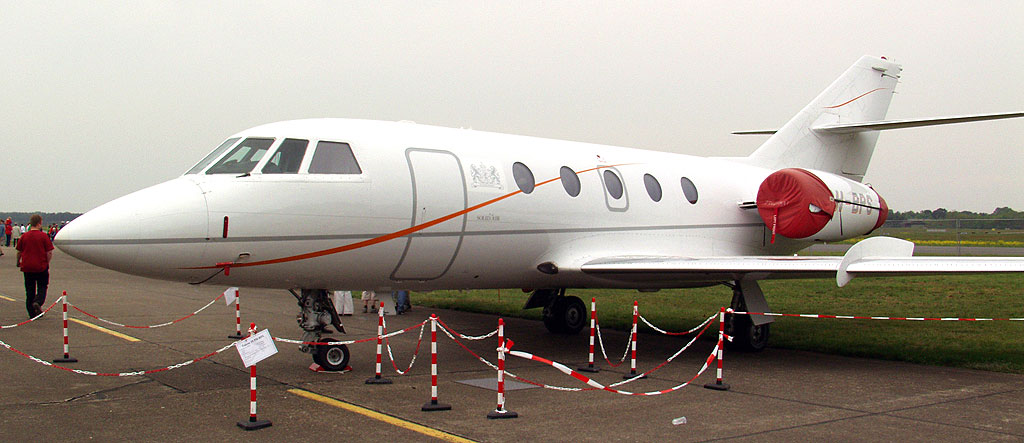
費爾康20交通機
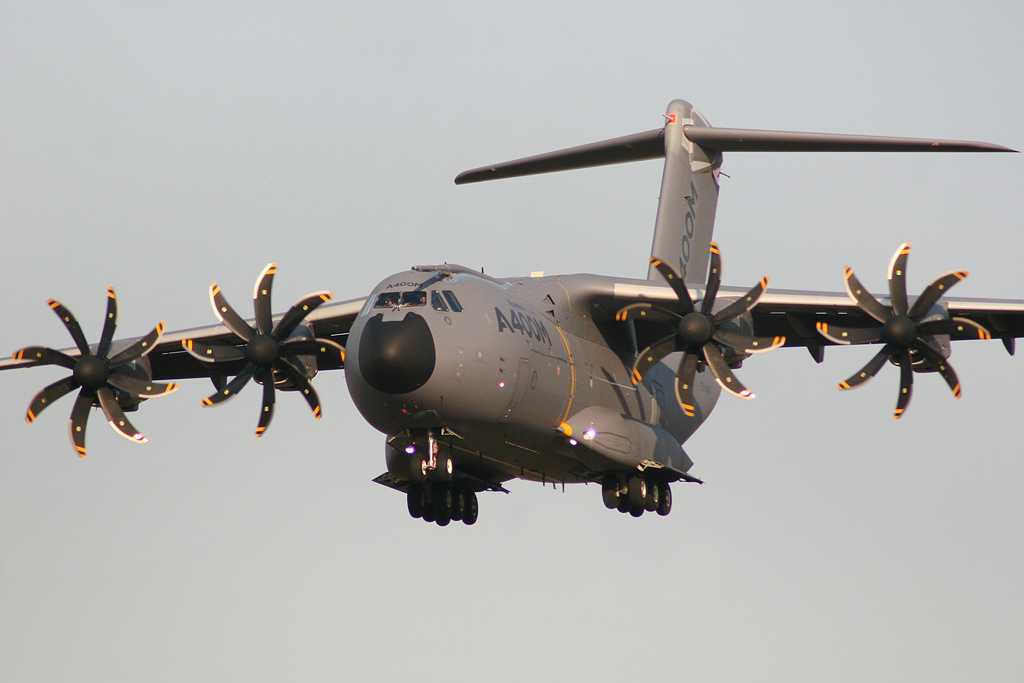
A400M運輸機
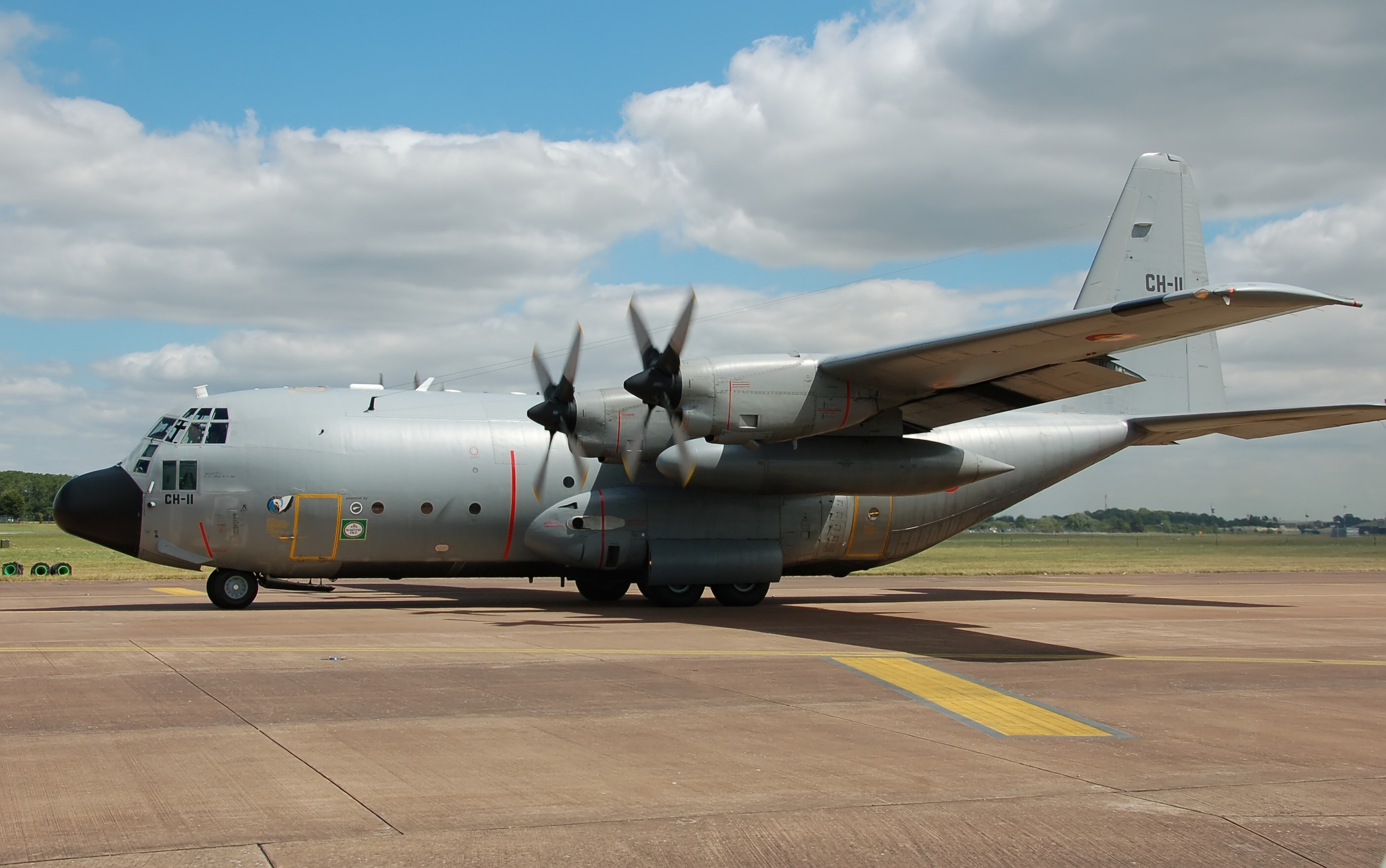
C-130H運輸機
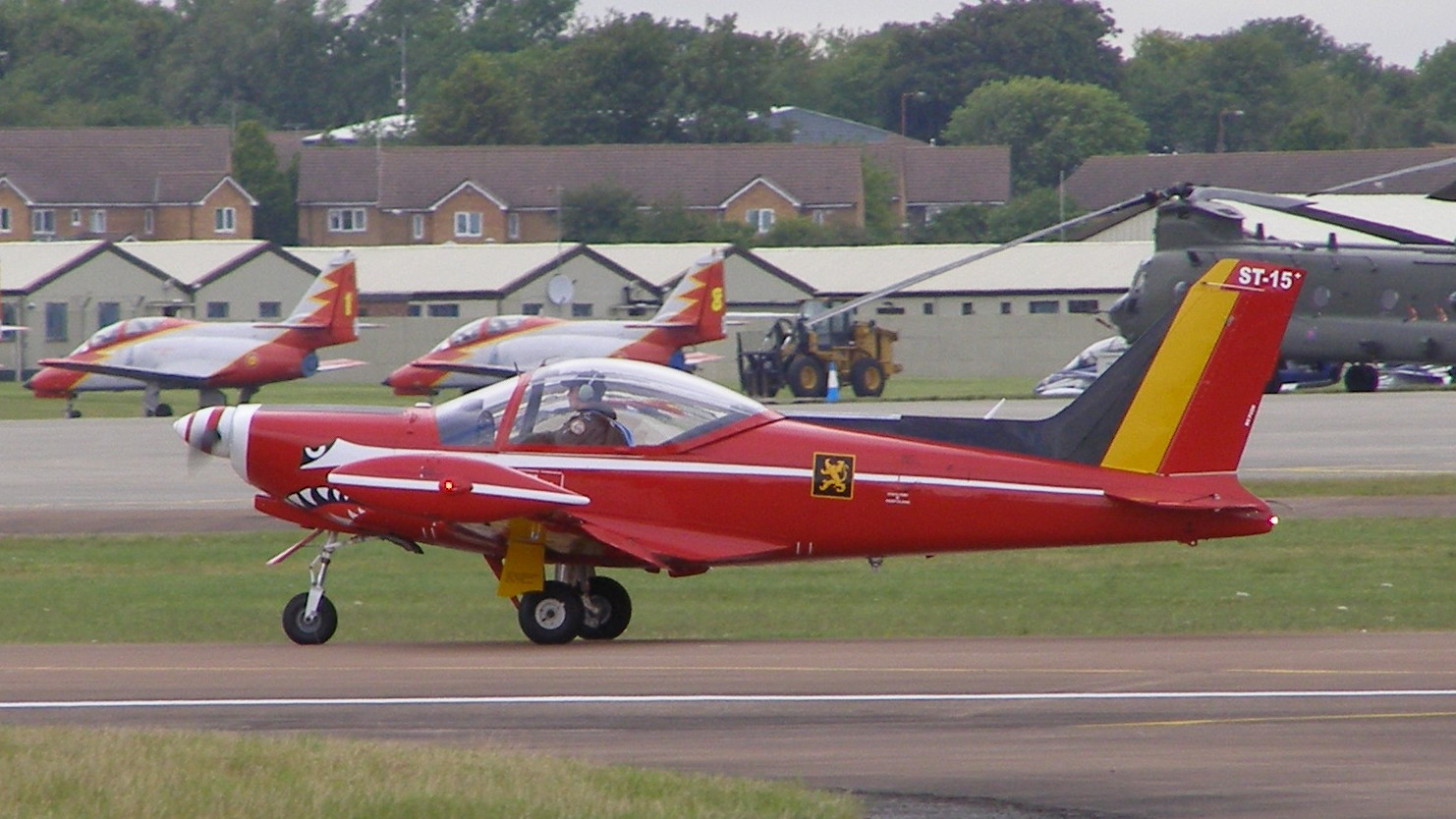
SF260教練機
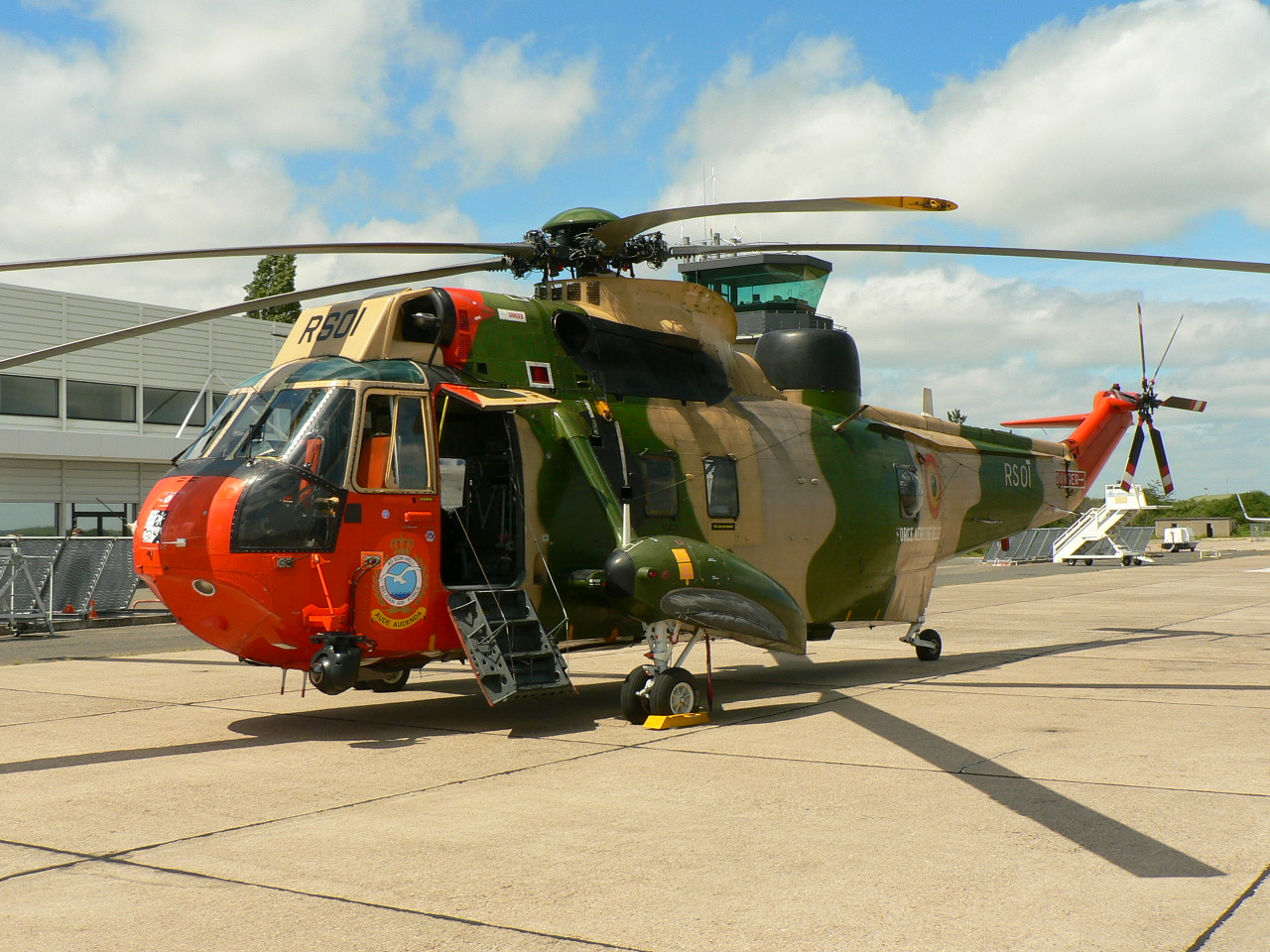
SH-3海王直昇機
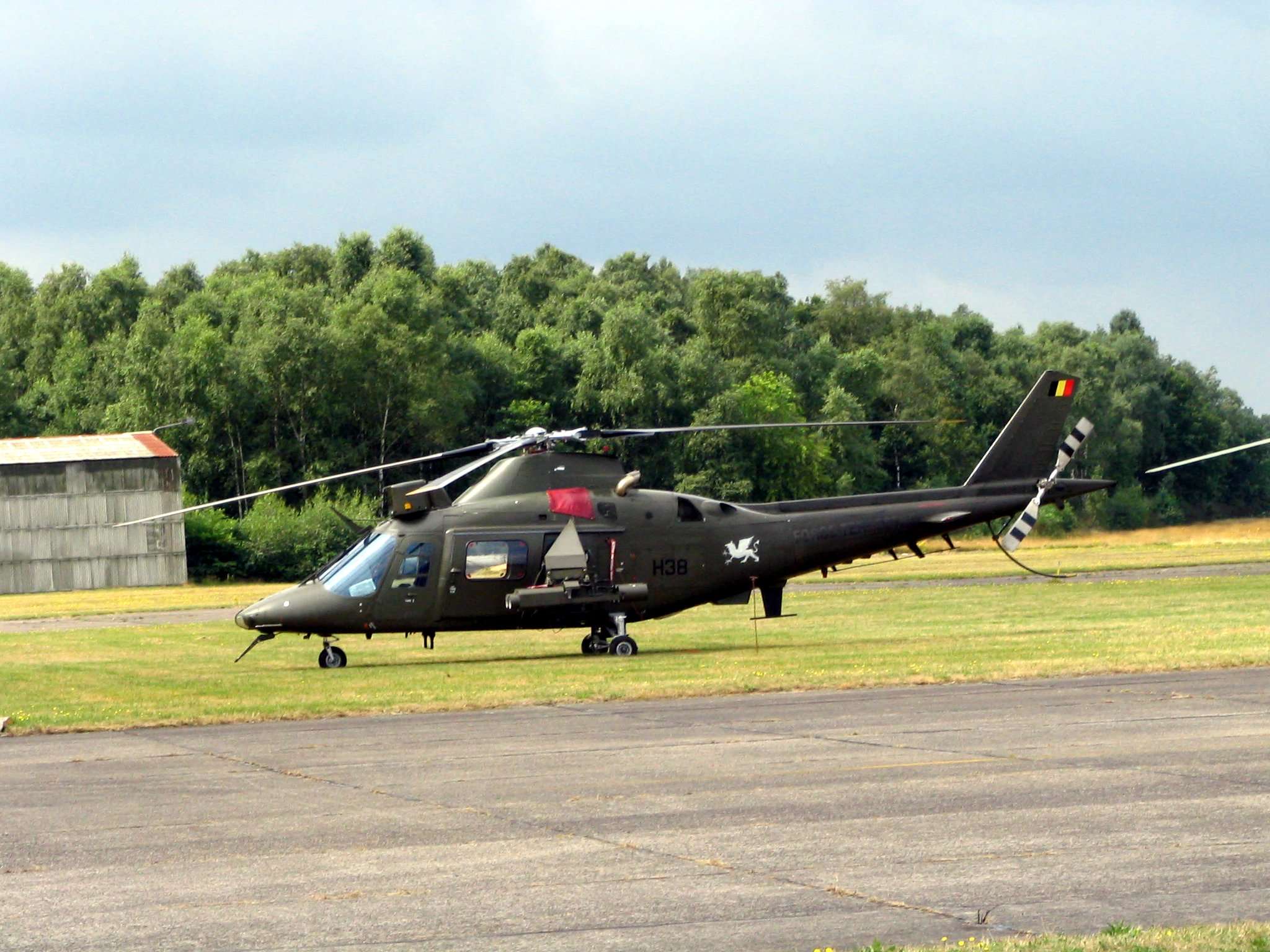
阿古斯特维斯特兰AW109直升机
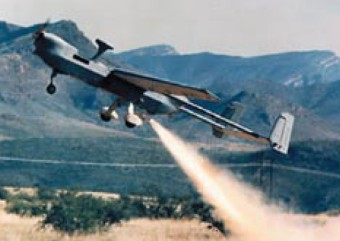
RQ-5無人機

## 基地
- 博沃尚空军基地（英语：Beauvechain Air Base）　（瓦隆布拉班特省博沃尚）
- 弗洛雷讷空军基地　（軍民共用；那慕爾省弗洛雷讷）
- 梅尔斯布鲁克空军基地（英语：Melsbroek Air Base）　（弗拉芒布拉班特省梅尔斯布鲁克）
- 胡岑霍芬机场（英语：Goetsenhoven Airfield）　（弗拉芒布拉班特省胡岑霍芬）
- 小布罗赫尔空军基地　（列日省小布罗赫尔）
- 比耶尔塞空军基地（法语：Base aérienne de Bierset）　（軍民共用；列日省比耶尔塞）
- 科克赛德空军基地（英语：Koksijde Air Base）　（西佛兰德省科克赛德）
- 热翁维尔空军基地（英语：Jehonville Air Base）　（盧森堡省贝尔特里）
- 韦尔德空军基地（英语：Weelde Air Base）　（安特衛普省韦尔德（英语：Weelde））

## 装備
以下为截止2007年時的信息。

### 航空機
- 通用动力公司 F-16MLU战斗機 × 71架
- F-35閃電II戰鬥機[5]
- 阿爾法教練機 × 29架
- 马尔凯蒂SF-260教练机（法语：SIAI-Marchetti SF.260） × 32架
- 空中客車 A310-222运输機 × 2架
- 洛克希德 C-130H运输機 × 10架
- Embraer ERJ-135 LR运输機 × 2架
- Embraer ERJ 145 LR运输機 × 2架
- 达索猎鹰900运输機（英语：Dassault Falcon 900） × 1機
- 达索猎鹰20运输機（英语：Dassault Falcon 20） × 2架（VIP运输）
- 鑽石DA20 ELINT × 2架
- 海王MK48直升机（英语：Westland Sea King） × 4架（捜索救援用）
- 阿古斯特维斯特兰AW109直升机 × 32架
- 阿古斯特维斯特兰AW109直升机 × 8架
- RQ-5猎手无人机 × 16架

### 导弹
- 西北風便攜式防空飛彈 × 24組
- AGM-65「小牛」AGM
- AIM-120 AMRAAM AAM
- AIM-9「响尾蛇」AAM

## 階級
| 軍官           |                      |                      |      |
| 空軍上将       | Generaal             | General              | OF-9 |
| 空軍中将       | Luitenant-generaal   | Lieutenant-general   | OF-8 |
| 空軍少将       | Generaal-majoor      | General-major        | OF-7 |
| 空軍准將       | Brigade-generaal     | General de Brigade   | OF-6 |
| 空軍上校       | Kolonel              | Colonel              | OF-5 |
| 空軍中校       | Luitenant-kolonel    | Lieutenant-colonel   | OF-4 |
| 空軍少校       | Majoor               | Major                | OF-3 |
| 空軍大尉       | Kapitein-commandant  | Capitaine-commandant | OF-3 |
| 空軍上尉       | Kapitein             | Capitaine            | OF-2 |
| 空軍中尉       | Luitenant            | Lieutenant           | OF-1 |
| 空軍少尉       | Onderluitenant       | Sous-lieutenant      | OF-1 |
| 准尉及士官     |                      |                      |      |
| 空軍准尉長     | Adjudant-majoor      | Adjudant-major       | OR-9 |
| 空軍准尉長     | Adjudant-chef        | Adjudant-chef        | OR-9 |
| 空軍准尉       | Adjudant             | Adjudant             | OR-8 |
| 空軍一等軍士長 | 1ste Sergeant-majoor | 1e Sergent-major     | OR-7 |
| 空軍軍士長     | 1ste Sergeant-chef   | 1e Sergent-chef      | OR-6 |
| 空軍上士       | 1ste Sergeant        | 1e Sergent           | OR-6 |
| 空軍中士       | Sergeant             | Sergent              | OR-5 |
| 兵             |                      |                      |      |
| 空軍一等下士   | 1ste Korporaal-chef  | 1e Caporal-chef      | OR-4 |
| 空軍上級下士   | Korporaal-chef       | Caporal-chef         | OR-4 |
| 空軍下士       | Korporaal            | Caporal              | OR-3 |
| 空軍一等兵     | 1ste Soldaat         | 1er Soldat           | OR-2 |
| 空軍二等兵     | Soldaat              | Soldat               | OR-1 |

## 另请参阅
- F-104战斗机用户